# Bentu (film)
Bentu è un film del 2022 diretto da Salvatore Mereu e tratto dal romanzo di Antonio Cossu.
Il film è stato presentato in anteprima alla 79ª Mostra internazionale d'arte cinematografica di Venezia.

## Trama
Raffaele ha appena raccolto il suo piccolo mucchio di grano che sarà la provvista di un anno intero. Per non farsi trovare impreparato, da giorni dorme in campagna, lontano da tutti, in attesa che il vento arrivi e lo aiuti a separare finalmente i chicchi dalla paglia. Ma il vento non ne vuole sapere di farsi vedere. Solo Angelino viene a trovarlo ogni giorno per farlo sentire meno solo. Un giorno, forse, quando sarà grande, Raffaele potrà prestargli la sua indomita cavalla e lui potrà finalmente cavalcarla. Ma Angelino non vuole aspettare...

## Distribuzione
Il film è stato presentato in anteprima alla 79ª Mostra internazionale d'arte cinematografica di Venezia.
Il film è stato distribuito nelle sale cinematografiche italiane dal 15 settembre 2022.